# Hymenodictyon berivotrense
Hymenodictyon berivotrense är en måreväxtart som beskrevs av Alberto Judice Leote Cavaco. Hymenodictyon berivotrense ingår i släktet Hymenodictyon och familjen måreväxter.
Artens utbredningsområde är Madagaskar. Inga underarter finns listade i Catalogue of Life.